# Kurt Groß
Kurt Groß (* 5. Juni 1912 in Harrachsdorf; † 28. Dezember 1977 in München) war ein österreichischer Jurist, nationalsozialistischer Politiker, Angehöriger der Allgemeinen SS, Offizier der Waffen-SS und Unternehmensberater.

## Leben
Der Sohn einer aus Mähren und der Steiermark stammenden Familie machte im Jahr 1930 seine Matura am Realgymnasium in Graz. Nach einem achtsemestrigen Jus-Studium an der Universität Wien wurde Groß 1935 zum Dr. jur. promoviert.
Bereits zum 4. Mai 1932 war Groß in die österreichische NSDAP (Mitgliedsnummer 1.083.586) und SA eingetreten und galt entsprechend als Alter Kämpfer der Partei; zum 1. Januar 1933 erfolgte seine Aufnahme in die SS (SS-Nummer 309.794). Groß leitete nach eigenen Angaben vom 1. Mai 1936 bis 1. Oktober 1936 den SS-Sturm im Bezirk Oberpullendorf im Burgenland und wurde auch in der politischen Leitung der seit 1933 in Österreich verbotenen NSDAP tätig. Eigenen Angaben zufolge wurde Groß am 1. Oktober 1936 in die illegale NSDAP-Gauleitung des Burgenlands berufen und war Gauamtsleiter beziehungsweise Gaugeschäftsführer der Partei, gleichzeitig im Stab des Gau-SS-Führers des Burgenlandes. Nach dem Anschluss Österreichs ernannte Gauleiter Tobias Portschy Groß, der als politischer Leiter bei der Machtübernahme der Nationalsozialisten im Burgenland eine Schlüsselfunktion hatte, am 15. März 1938 umgehend zum Mitglied des Burgenländischen Landtags in Eisenstadt. Nach der Auflösung des Landes Burgenland im Oktober 1938 war Groß zunächst als Gauinspekteur und Gauredner im Gau Steiermark und im Gau Niederdonau tätig und kam 1939 schließlich zum SS-Oberabschnitt „Donau“ nach Wien; Führer beim Stab und hauptamtlicher Gauinspekteur der NSDAP, Gau Wien. Am 20. April 1944 erfolgte seine Beförderung zum SS-Sturmbannführer der Allgemeinen SS.
Im Februar 1940 meldete sich Groß zudem freiwillig zur Waffen-SS und kam zur Ausbildung in das SS-Ersatz-Bataillon „Deutschland“ nach München. Als SS-Unterscharführer (9. Mai 1940) nahm er am 3. Kriegs-Führerlehrgang der SS-Junkerschule Braunschweig teil, den er jedoch auf eigenen Wunsch nach Frontverwendung vorzeitig verließ, und kehrte in die Ausbildungsabteilung nach München zurück. Am 6. August 1940 wechselte Groß zum II./SS-Regiment „Der Führer“ in den besetzten Niederlanden (Bataillonsstandort Steenwijk) und wurde nach einem Zugführerlehrgang am 9. November 1940 zum SS-Untersturmführer d. R. befördert.
Im II.SS-Infanterie-Regiment 11 der SS-Division „Das Reich“ nahm Groß als SS-Offizier ab 22. Juni 1941 am Überfall auf die Sowjetunion teil, wurde in Folge mehrmals verwundet und kam im Anschluss zu SS-Ersatzeinheiten nach Prag und Stralsund; ausgezeichnet mit dem Eisernen Kreuz II. und I. Klasse. Vom 6. Juli 1942 bis 5. Februar 1943 war er Offizier zur besonderen Verfügung (Stabsabteilung Abt. VI) und Korpsnachschubführer im SS-Panzer-Generalkommando, bevor er mit Wirkung vom 5. Februar 1943 zur Waffen-SS-Unterführerschule Radolfzell (USR) versetzt wurde. Dort war Groß im Rang eines SS-Obersturmführers ab 28. April 1943 zunächst Leiter der Stabsabteilung VI („Weltanschauliche Erziehung“) und damit zuständig für die NS-ideologische Ausbildung der Unterführeranwärter. Es folgten Beförderungen zum SS-Hauptsturmführer 1943 und SS-Sturmbannführer 1945. Zum Kompanieführer an der USR avanciert, wurde Groß Ende 1944 Kommandeur des neu aufgestellten USR-„Regiments Radolfzell“, das in verlustreichen Kämpfen um den Brückenkopf Elsass (Dezember 1944 – Januar 1945) gegen amerikanische Streitkräfte zum Einsatz kam. Nach seiner Rückkehr nach Radolfzell wurde Groß stellvertretender Kommandeur der USR und blieb dies bis zu deren Auflösung am 3. Mai 1945. Unter dem Eindruck allgemeiner Absetzungsbewegungen der deutschen Verbände setzte sich auch Groß mit Resten der USR in Richtung Vorarlberg ab und wurde von den französischen Militärbehörden schließlich festgenommen und später an die amerikanische Militärgerichtsbehörde übergeben.
Am 20. Juli 1944 befahl Groß die Tötung zweier in Öhningen und Wangen gefangen genommener amerikanischer Piloten, die nach dem Luftangriff auf Friedrichshafen mit ihren Fallschirmen abgesprungen waren. Wegen seiner Verantwortung für diese Morde wurde Groß 1947 in einem Dachau-Nachfolge- und Fliegerprozess zu lebenslanger Haft verurteilt.
Bereits am 15. Mai 1955 trat der am 30. April 1954 vorzeitig aus dem Kriegsverbrechergefängnis Landsberg Entlassene als Gründungsgeschäftsführer unter Gerhard Kienbaum in dessen „Büro für ‚Technische Beratung, Übersetzungen und Vertretungen‘“ – heute Kienbaum Consultants International –, Gummersbach, ein und arbeitete dort in leitender Position bis zu seiner Pensionierung 1977 im Ressort Personalberatung und Führungsnachwuchs in der Industrie.